# Скоморохи (Шептицький район)
Скоморохи́ — село в Україні, в Шептицькому районі Львівської області. Населення становить 893 осіб.

## Історія
Село детально описане в королівській люстрації 1565 року.
На 1 січня 1939 року у селі мешкало 1320 осіб (1000 українців-греко-католиків, 120 українців-римокатоликів, 65 поляків, 130 польських колоністів міжвоєнного періоду і 5 євреїв).
1961 року у селі встановлено монумент прикордонникам Лопатинської застави. Автори Валентин Усов, Лука Біганич, О. Столбовий.

## Відомі люди
- Баштик Уляна Данилівна — новатор сільськогосподарського виробництва, ланкова та голова колгоспу імені Сталіна села Скоморохи Сокальського району Львівської області. Герой Соціалістичної Праці (6.08.1949). Депутат Львівської обласної ради. Депутат Верховної Ради УРСР 3—4-го скликань.
- Штокало Йосип Захарович — видатний український математик, професор.

## Галерея

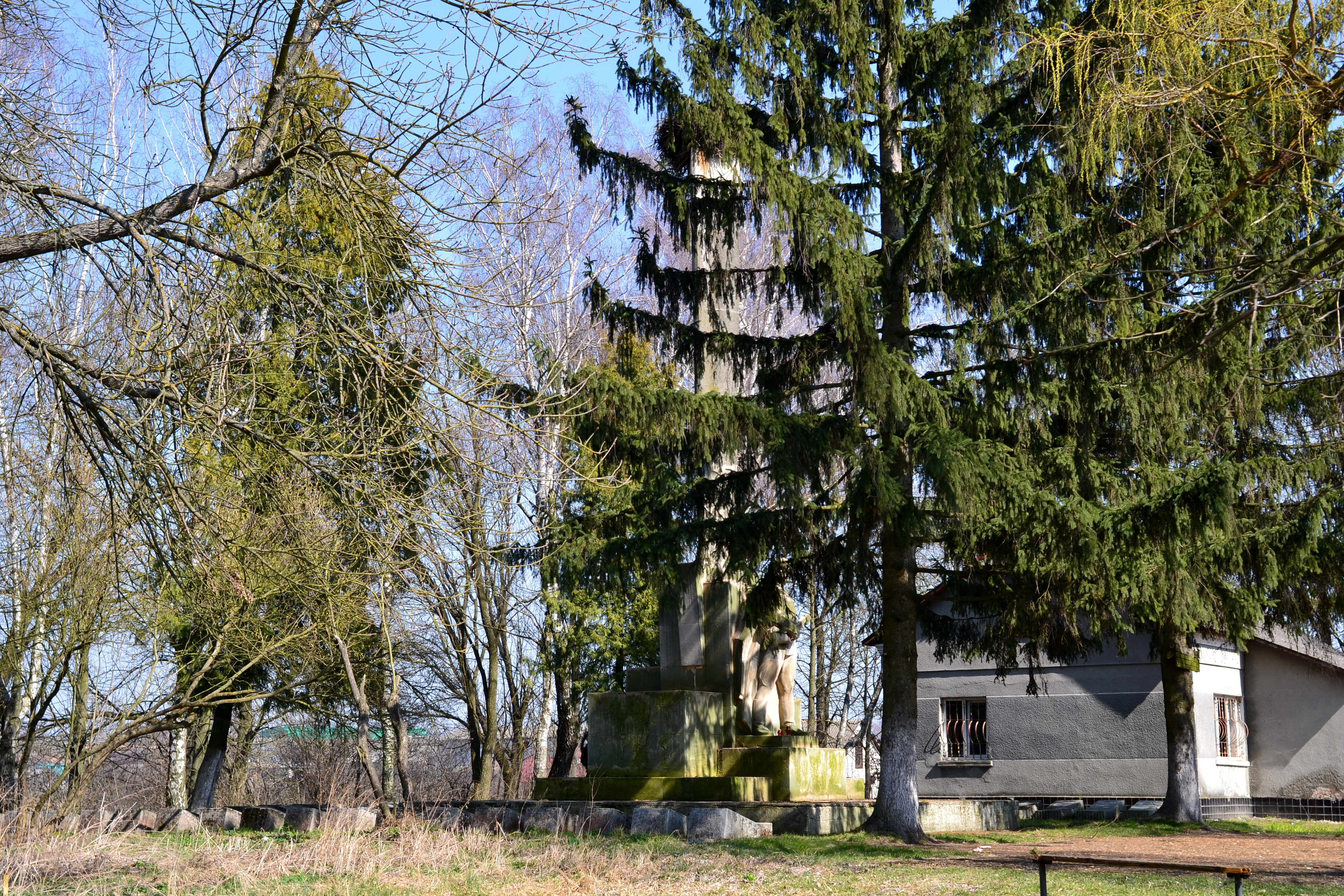
Меморіальний комплекс. Місце, де була 13-а застава 90-го Володимир-Волинського прикордонного загону
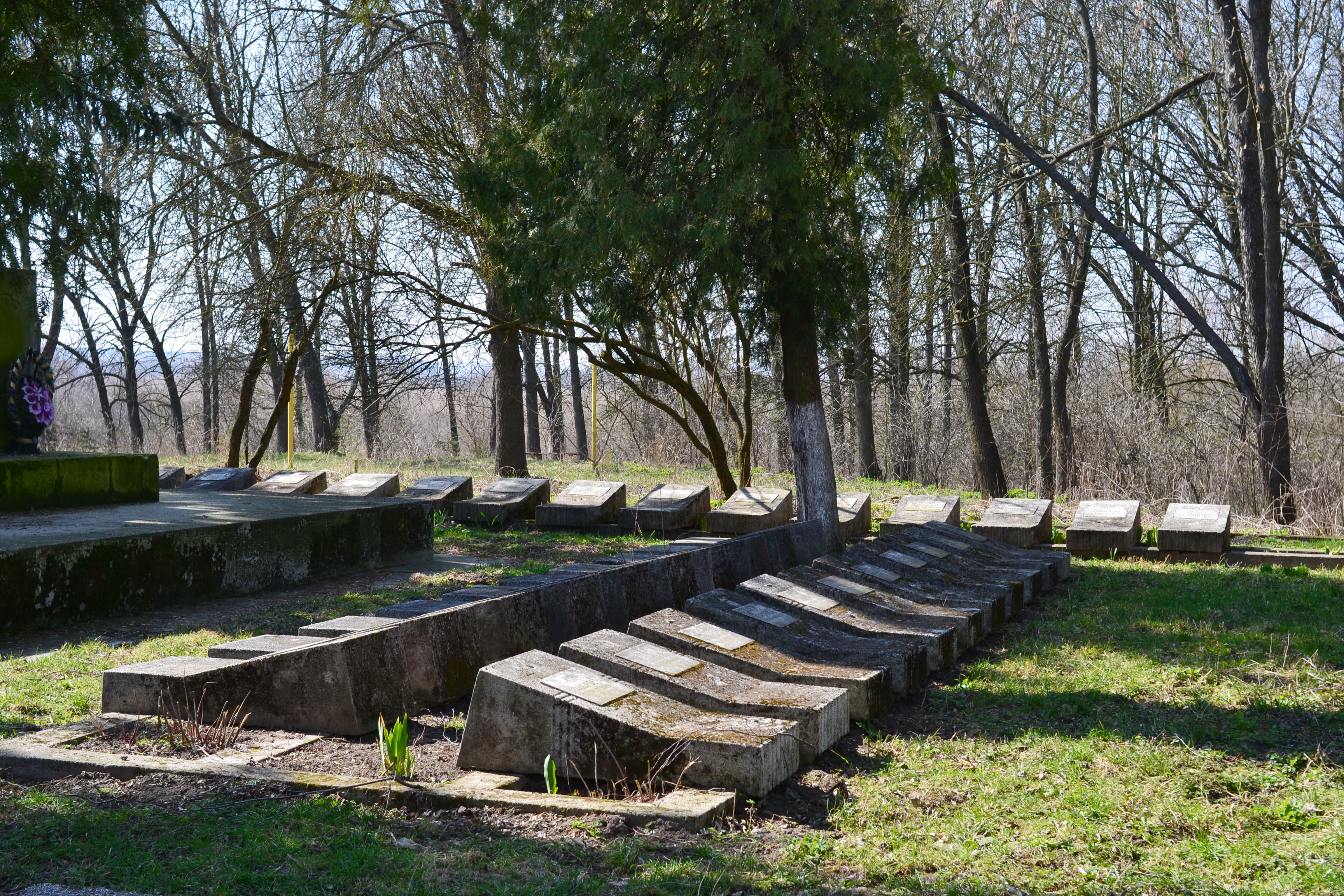
Плити на могилах меморіального комплексу
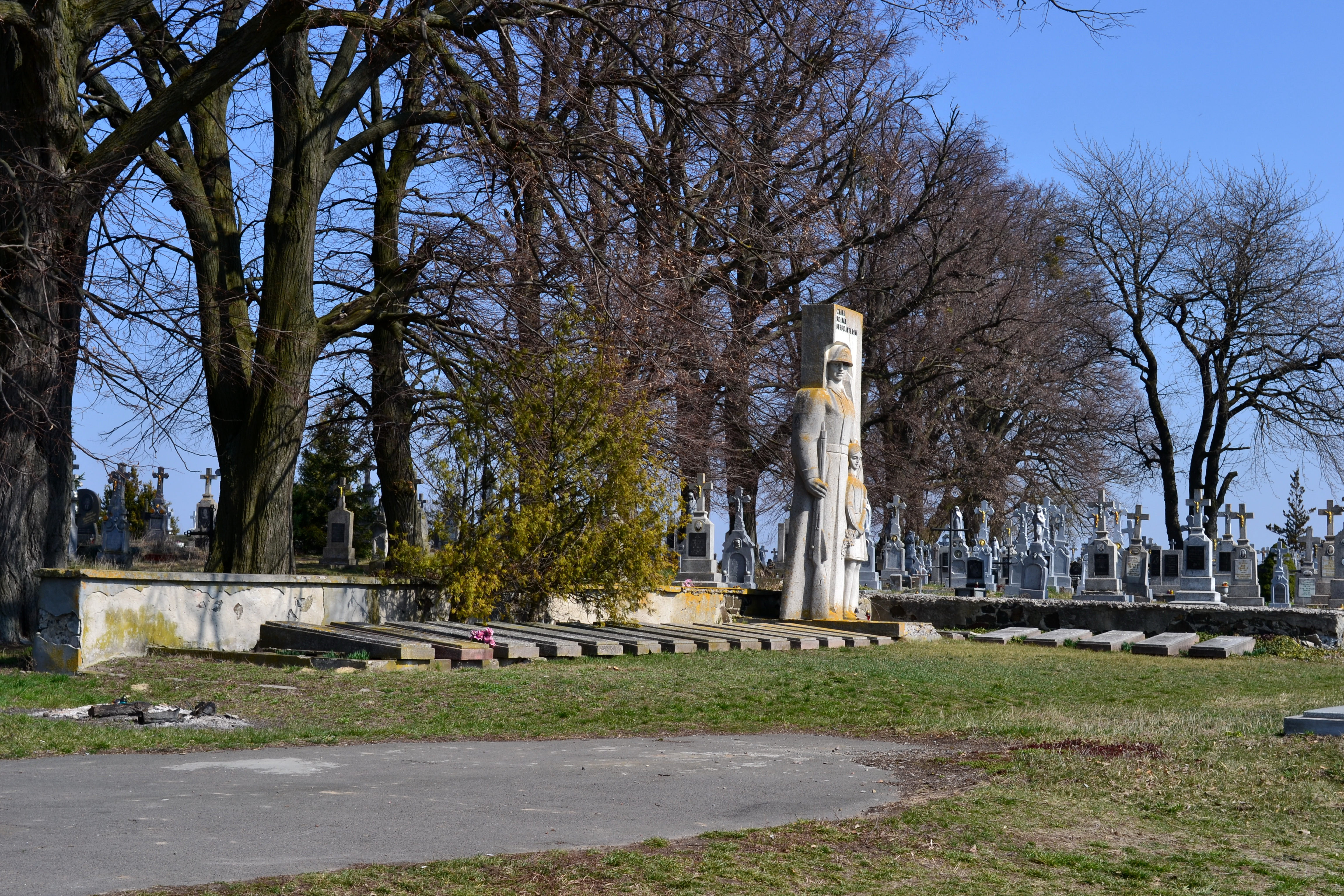
Загальний вигляд ділянки сільського цвинтаря, де поховані радянські воїни
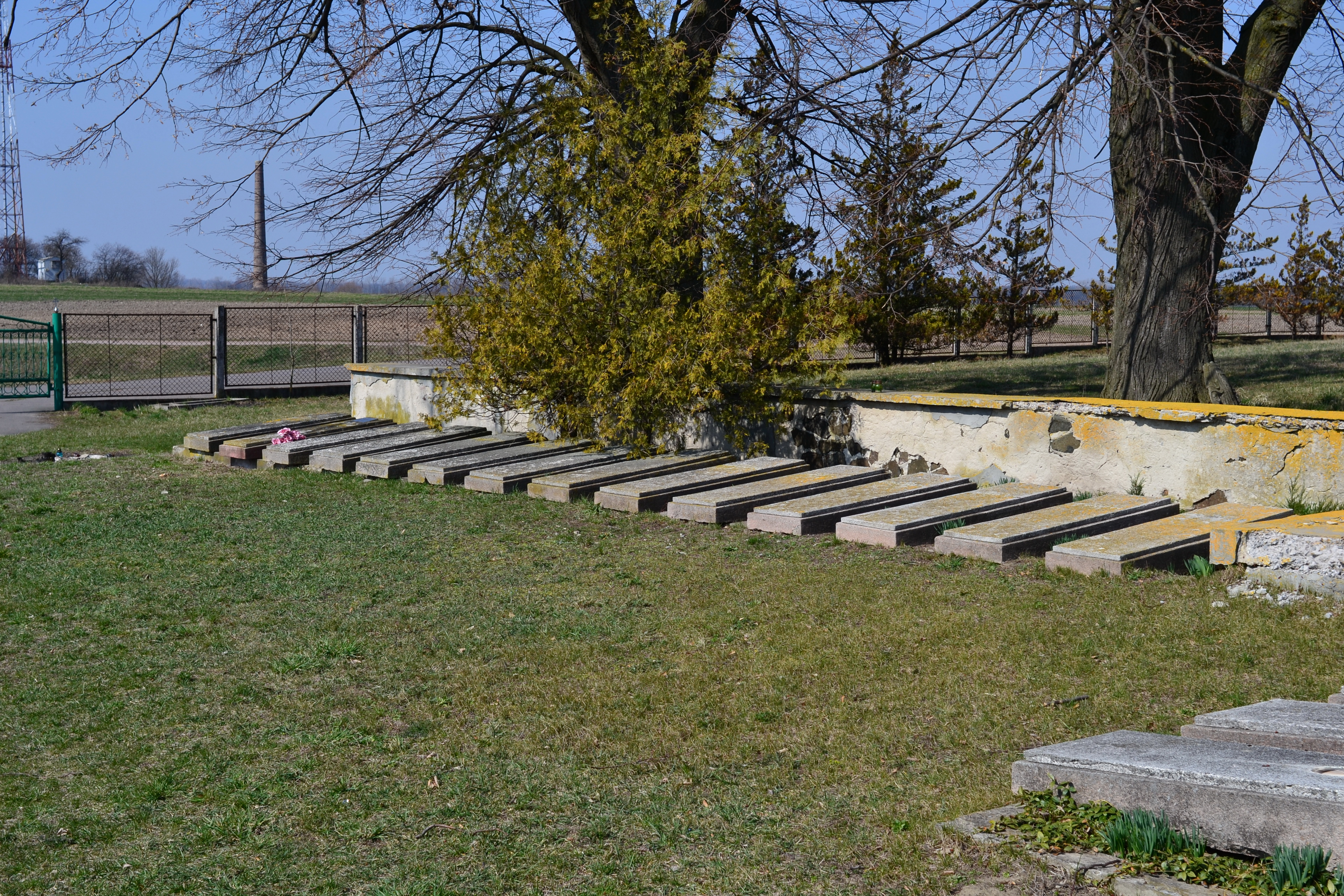
Індивідуальні могили радянських воїнів на сільському цвинтарі